# Nasion
Nasion (latin och grekiska: nasion) är en punkt där främre pannbenet möter näsbenet, belägen i ansiktet vid övre delen av näsan mellan ögonen.
Punkten längst fram på den frontonasala bensutur binder den nasala delen av pannbenet och näsbenet. Den markerar mittpunkten på intersektionen mellan den frontonasala bensuturen och den internasala bensuturen (mellan näsbenen). Den syns på ansiktet som ett distinkt insjunket område mitt emellan ögonen, precis ovanför näsryggen. Det är ett av kraniets landmärken, precis nedanför glabella.